# Perryita
La perryita és un mineral de la classe dels elements natius, conté silici i és rica en fòsfor. Descoberta el 1962 en alguns meteorits. El 1965 el nom va ser proposat arran de la seva detecció en el meteorit Horse Creek, trobat en el comtat de Baca, Colorado, EUA. El mineral, en un principi, no va ésser aprovat per l'IMA, ja que la seva descripció resultava incompleta. L'any 1968, arran dels descobriments en els meteorits de Kota-Kota a Malawi i al sud d'Oman, a la regió d'al-Wusta, es publicà una descripció molt més completa i amb una anàlisi química més detallat. L'estructura cristal·lina es determinà el 1991, sobre la base de material sintetitzat, ja que la petita mida dels cristalls trobats no permetia determinar-ne l'estructura en les mostres naturals.
Nom atorgat en honor de Stuart H. Perry (1874-1957), editor de diaris d'Amèrica i autoritat en el camp dels meteorits. La perryita és un mineral meteòric.

## Classificació
La perryita es troba classificada en el grup 1.BB.10 segons la classificació de Nickel-Strunz (1 per a Elements; B per a Carburs, sulfurs, nitrurs i fosfurs metàl·lics i B per a Silicurs; el nombre 15 correspon a la posició del mineral dins del grup). En la classificació de Dana el mineral es troba al grup 1.1.22.1 (1 per a Elements natius i aliatges i 1 per a Metalls, que no siguin del grup del platí; 22 i 1 corresponen a la posició del mineral dins del grup).

## Característiques
La perryita és un mineral de fórmula química (Ni,Fe)₈(Si,P)₃. Cristal·litza en el sistema trigonal. Lluïssor submetàl·lica.

## Formació i jaciments
S'ha descrit a l'Àsia, Europa, Àfrica, Amèrica del Nord, l'Antàrtida i Austràlia. Anòmalament rica en silici, mesosiderita, i meteorits (condrita i enstatita), probablement format per exsolució de kamacita.